# Alessandro Cortinovis
Alessandro Cortinovis (1,82 m, 68 kg) est un coureur cycliste italien né le 11 octobre 1977 à Seriate.

## Biographie
Il débute chez les professionnels en 2000 chez Colpack-Astro. Après deux saisons chez Milram, il a mis un terme à sa carrière à la fin de l'année 2007, sans avoir remporté la moindre victoire individuelle chez les professionnels.

## Palmarès
- 1998
  - Trofeo L'Eco del Chisone
  - 3e du Giro della Valsesia
- 1999
  - Trophée Edil C
  - Coppa Città di Asti
  - Trofeo Alta Valle del Tevere
- 2000
  - 3e du Gran Premio Città di Rio Saliceto e Correggio
- 2004
  - 1re étape du Tour de Langkawi (contre-la-montre par équipes)
- 2007
  - 3e de l'Eindhoven Team Time Trial (contre-la-montre par équipes)

## Résultats sur les grands tours

### Tour de France
3 participations 
- 2002 : 140e
- 2005 : 98e
- 2007 : 122e

### Tour d'Italie
3 participations
- 2001 : 90e
- 2006 : 105e
- 2007 : 113e

### Tour d'Espagne
2 participations 
- 2004 : 82e
- 2005 : 82e